# Тимонов, Тодор
То́дор Тимонов Ивано́в (болг. Тодор Тимонов Иванов; род. 3 сентября 1986, Пловдив) — болгарский футболист, левый полузащитник.

## Клубная карьера
Тимонов — воспитанник футбольной школы клуба «Ботев» из Пловдива, первый свой профессиональный контракт с главной командой он заключил в 17 лет. Контакт был подписан на 5 лет. Первый свой официальный матч в чемпионате Болгарии провёл 29 ноября 2003 года в игре против софийского «Локомотива», в той встрече Тодор заменил Стояна Сеймински во втором тайме и провёл на поле 5 минут. Матч завершился победой клуба из Софии со счётом 1:0. В течение четырёх лет молодой полузащитник провёл в составе «Ботева» 44 матча (29 в высшей лиге и 15 — в первой), в которых отметился 4 голами (1 в высшей лиге и 3 — в первой). В декабре 2007 он был отдан в аренду до конца сезона в Несебыр. Летом 2008 года Тимонов вернулся в свой родной клуб. Годом позже он подписал трёхлетний контракт с софийским ЦСКА, куда перешёл на правах свободного агента.

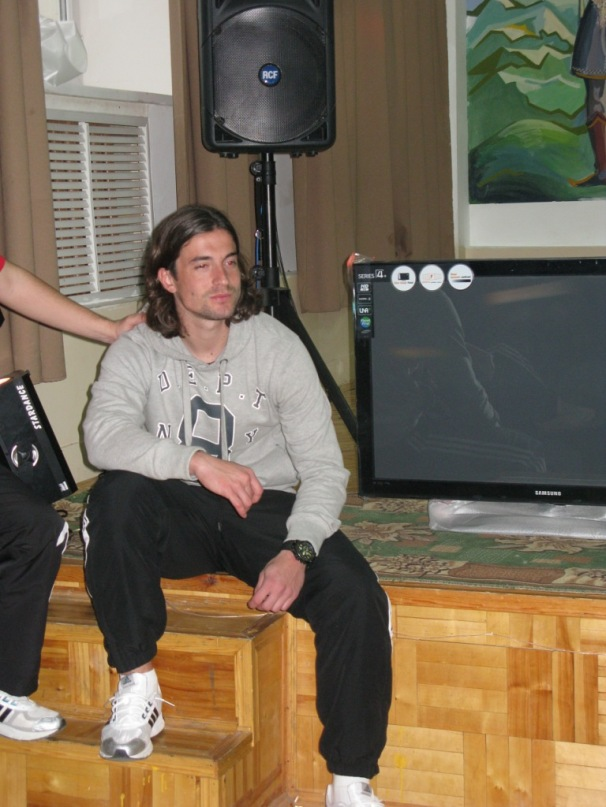

6 февраля 2010 Тимонов перешёл в российский клуб «Анжи» из Махачкалы.
6 ноября 2010 года в перерыве матча, в котором «Анжи» принимал «Томь», Тимонов во время телевизионного интервью употребил ненормативную лексику. Комментируя этот казус, главный тренер дагестанского клуба Гаджи Гаджиев заявил, что, по его мнению, Тимонов употребил мат скорее из-за незнания русского языка, который он осваивает, нежели по умыслу, однако он в любом случае будет оштрафован, согласно условиям контракта. Тем не менее, по признанию самого Тимонова, клуб его не оштрафовал. Позднее спортсмен вспоминал: «Я хотел сказать „все будет замечательно“, а сказал немного другое». «Анжи» действительно удалось изменить ход того матча, забить решающий гол во втором тайме и выиграть со счётом 1:0.
В конце февраля 2011 года Тодор Тимонов вернулся в «Ботев». Сменив в последующие годы несколько болгарских клубов, в 2016 году Тимонов занял место полузащитника в команде «Евроколеж» (Пловдив), выступающем в юго-восточной третьей лиге Болгарии.
В 2017 году перешёл на должность тренера в пловдивском «Евроколеже».

## Карьера в сборной
С 2006 по 2008 год играл за молодёжную сборную Болгарии, за которую провёл 8 матчей.